# Wielkie Zawisłocze
Zawisłocze Wielkie – osada wsi Gniewczyna Łańcucka w Polsce położona w województwie podkarpackim, w powiecie przeworskim, w gminie Tryńcza, w sołectwie Gniewczyna Łańcucka.
W latach 1975–1998 osada położona była w województwie przemyskim.
Zawisłocze Wielkie jest położone po północnej stronie Wisłoka, i obejmuje 43 domy.